# Pelourinho de Alijó
O Pelourinho de Alijó é um pelourinho situado na freguesia de Alijó, no município de Alijó, distrito de Vila Real, em Portugal.
Está classificado como Imóvel de Interesse Público desde 1933.